# Польский национальный комитет (1917—1919)

Польский национальный комитет в Париже, 1918 год

Польский национальный комитет (пол. Komitet Narodowy Polski, KNP) — польская политическая организация, основанная 15 августа 1917 года в Лозанне Романом Дмовским, действовала в 1917—1919 годах. Комитет стал правопреемником Польского национального комитета, действовавшего в 1914—1917 годах в Варшаве и Петрограде, а позднее в странах Антанты. Штаб-квартира комитета находилась в Париже. Цель комитета состояла в том, чтобы восстановить польское государство с помощью государств Антанты. Польский национальный комитет был признан правительствами Франции, Великобритании и Италии в качестве замены польскому правительству в изгнании для представления интересов Польши. После восстановления независимости Польши он сформировал ядро польской делегации на мирной конференции в Париже, после которой комитет был официально распущен по просьбе премьер-министра Игнация Падеревского 15 апреля 1919 года.

## Характеристика

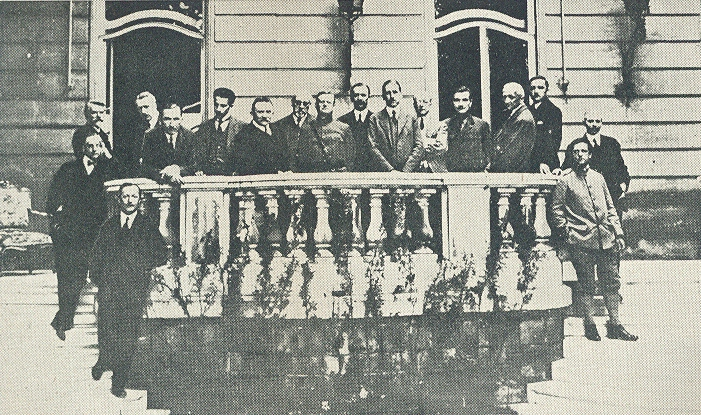
Члены Польского национального комитета в Париже: Козицкий, Веловейский, Мадейский, Собанский, Дмовский, Ромер, Розовдовский, Пильц, Фрончак, Замойский, Томашевский, Гальперт, Смогожевский, Скирмунт, Сейда, Островский, Войно, 1918 год

Лидерами комитета были Роман Дмовский, Игнаций Ян Падеревский, Эразм Пильц, Станислав Козицкий, Мариан Сейда, Владислав Собанский, Маврикий Замойский и Ян Эмануэль Розвадовский, секретарь комитета. Комитет был создан благодаря соглашению между политиками Национал-демократической партии (ND) и Партии реальной Политики (SWP).
Непосредственной причиной его создания была февральская революция и свержение самодержавия в Российской империи, которая ранее выступала против создания каких-либо польских вооруженных формирований наряду с государствами Антанты.
Задачами Польского национального комитета стали:
- формирование и представления направлений польской политики в отношении стран Антанты;
- управление политическими делами польской армии во Франции, обеспечение над ней морального и материального покровительства;
- консульская защита проживающих в странах Антанты поляков.

Комитет проводил внешнюю политику, направленную на возрождение польского государства, и способствовал организации польской армии во Франции. Он был признан правительствами Франции (20 сентября), Великобритании (15 октября), Италии (30 октября), США (10 ноября 1917 года) официальным представителем возрождающегося польского государства. Польский национальный комитет имело свои представительства в Бельгии, Италии, Швеции, Бразилии, Великобритании и США. Комитет признал правительство Игнация Яна Падеревского, сформированное 16 января 1919 года.

Территориальные требования Польши на Парижской мирной конференции (линия Дмовского) на фоне этнографической карты региона и границ Речи Посполитой 1772 года

В январе 1919 года, на основе политического согласия между Главами государства, Юзефом Пилсудским и Романом Дмовским, представители комитета были кооптированы в состав нового правительства (Казимир Длуский, Леон Василевский, Михал Сокольницкий, Станислав Патек, Антони Суйковский, Станислав Тугутт, Медард Довнарович, Герман Либерман, Владислав Барановский, Станислав Гемпель). В итоге, комитет стал официальным представителем польского правительства на Парижской мирной конференции. Он официально был распущен по просьбе премьер-министра Игнация Падеревского 15 апреля 1919 года, его члены составили ядро польской делегации на Парижской мирной конференции для подписания и ратификации Версальского договора и производных от него договоров.